# سیارک ۲۱۳۸۷
سیارک ۲۱۳۸۷ (به انگلیسی: 21387 Wafakhalil، نامگذاری:1998FW16) بیست و یک هزار و سیصد و هشتاد و هفتمین سیارک کشف شده است که در ۲۰ مارس ۱۹۹۸ کشف شد.
قدر مطلق سیارک برابر ۱۴٫۸ است.